# Déclaration de Prague
La Déclaration de Prague sur la conscience européenne et le communisme a été signée le 3 juin 2008 par plusieurs personnalités politiques européennes, d'anciens prisonniers politiques et des historiens, appelant à condamner les crimes du communisme.
Plus précisément, la déclaration en appelle à reconnaître et commémorer les victimes de la guerre des régimes nazi et soviétique pour créer une mémoire européenne commune, une proposition qui a été critiquée pour sa supplantation éventuelle à la commémoration de l'Holocauste.
La déclaration a été suivi de la création de la journée européenne du souvenir célébrée le 23 août en référence au pacte germano-soviétique signé le 23 août 1939.